# Weberstedt
Weberstedt est une ancienne commune allemande de l'arrondissement d'Unstrut-Hainich, Land de Thuringe.

## Géographie
Weberstedt se situe à l'est du parc national de Hainich.
| Mülverstedt |                    |            |
|             | Weberstedt         | Schönstedt |
|             | Hörselberg-Hainich |            |

## Histoire
Weberstedt est mentionné pour la première fois au IXe siècle dans un répertoire des biens de l'abbaye d'Hersfeld.

## Source de la traduction
- (de) Cet article est partiellement ou en totalité issu de l’article de Wikipédia en allemand intitulé « Weberstedt » (voir la liste des auteurs).